# شونیاکوو
شونیاکوو (انگلیسی: Shunyakovo) یک شهرک در شهرستان بورایفسکی باشقیرستان کشور روسیه است.